# Cassero Senese (Paganico)
Il Cassero Senese di Paganico è la principale struttura fortificata dell'omonima località del comune di Civitella Paganico.

## Storia
Un primo complesso fortificato fu eretto dai Senesi attorno alla metà del Duecento per il controllo della via di comunicazione lungo il fiume Ombrone che da Siena conduceva verso Grosseto.
A seguito della devastazione subita nel 1328 per opera delle truppe di Castruccio Castracani, fu completamente ricostruita la cinta muraria, con 4 possenti fortificazioni, una per ogni lato; a nord-est venne edificato l'imponente complesso del Cassero Senese.
Le strutture fortificate, assieme al centro storico di Paganico, fecero parte della Repubblica di Siena fino alla metà del Cinquecento, epoca in cui, a seguito della definitiva caduta dello stato senese, entrarono a far parte del Granducato di Toscana e, da allora, ne seguirono le sorti.
Nel corso dei secoli successivi il luogo perse l'importanza strategica che aveva assunto nelle epoche precedenti ed andò incontro ad un lento declino. Le conseguenze del degrado sono state la perdita di molte parti dell'originaria cinta muraria e il diroccamento di quasi tutte le fortificazioni. Mentre il Cassero Senese si è ben conservato, le altre strutture hanno perso quasi completamente gli originari splendori; solo la Porta Grossetana, situata sul lato opposto rispetto al Cassero, si è mantenuta discretamente.

## Descrizione
Il Cassero Senese di Paganico si presenta come una possente fortificazione costituita da due distinti corpi di fabbrica addossati tra loro. Entrambi rivestiti in pietra e laterizio, si caratterizzano per una serie di finestre che si aprono, nella parte superiore, sia verso l'esterno che verso il centro del paese.
Il corpo di fabbrica principale presenta, al livello stradale, una doppia porta costituita da un doppio arco sia sul lato esterno che su quello interno, dove l'arco a sesto acuto riempito poggia su quello sottostante ribassato. Mentre all'esterno i caratteri stilistici risultano piuttosto semplici con una finestra quadrata che si apre tra i due archi, nel lato interno la porta è decorata in travertino e marmo bianco e presenta lo stemma bianco e nero di Siena al di sopra dell'arco inferiore ribassato, sopra il quale vi è una finestra quadrangolare ripartita in due sezioni.
Le finestre che si aprono su questo corpo di fabbrica si dispongono su due livelli alla sommità della parete interna, separati tra loro da cordonature, mentre sul lato esterno ci sono tre finestre quadrate sopra l'arco a sesto acuto che si dispongono a triangolo, mentre quelle che si aprono sulla parte sommitale sono disposte su un unico livello che poggia su una serie di mensole sporgenti che racchiudono altrettanti archetti ciechi.
La torre, più alta e stretta rispetto al corpo di fabbrica attiguo, presenta anche alcune feritoie che lasciano immaginare il ruolo di difesa ed offesa, oltre alle funzioni di avvistamento.

## Galleria d'immagini

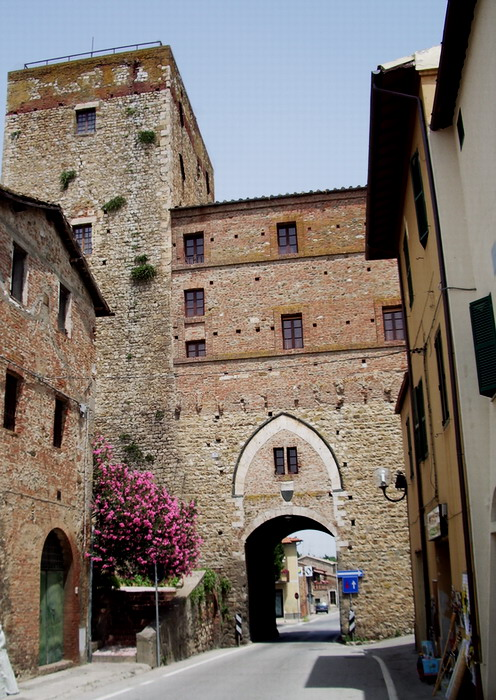
Il Cassero Senese di Paganico visto dall'interno del paese
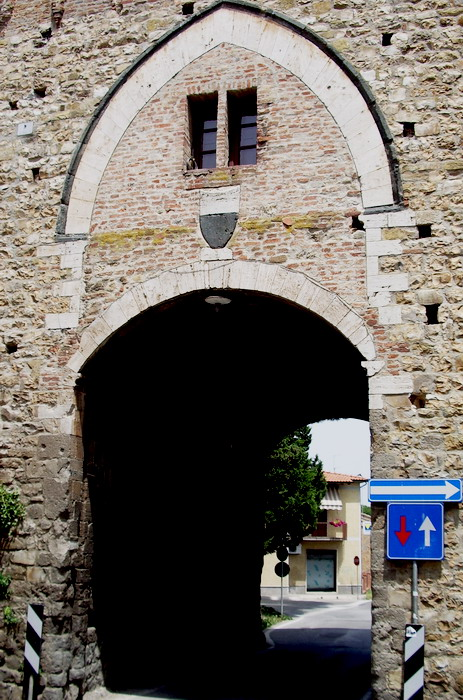
Particolare della porta interna
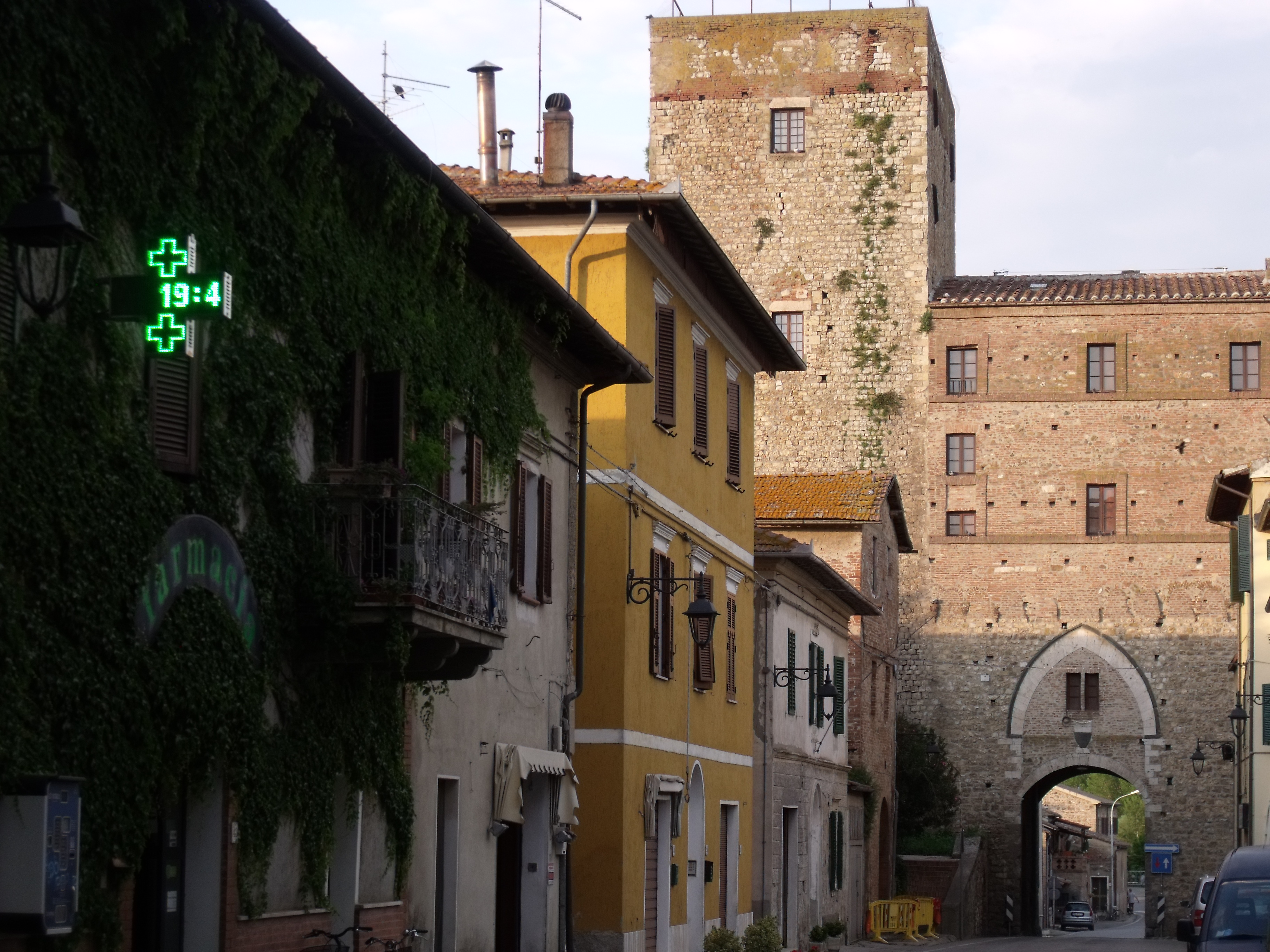
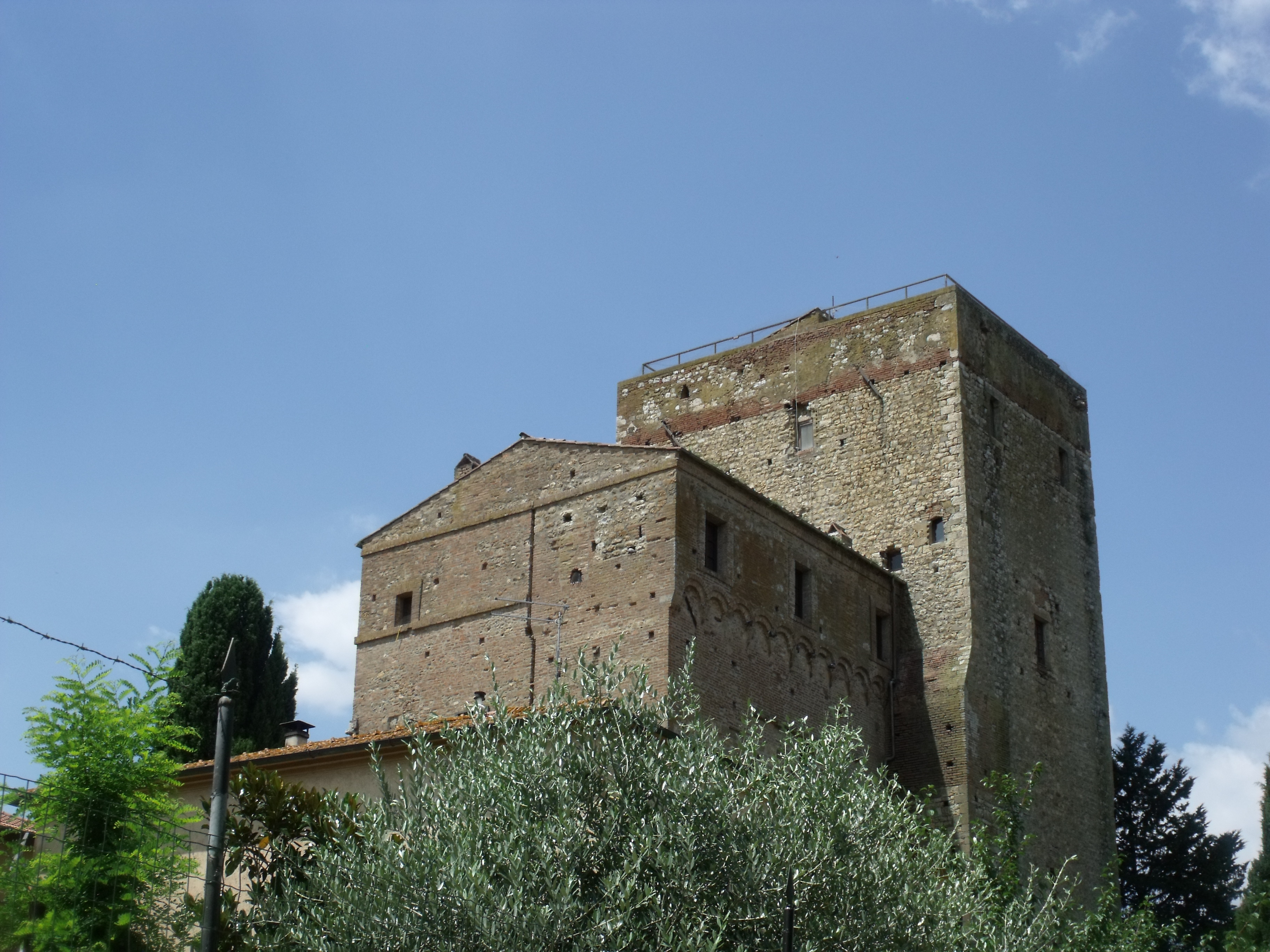
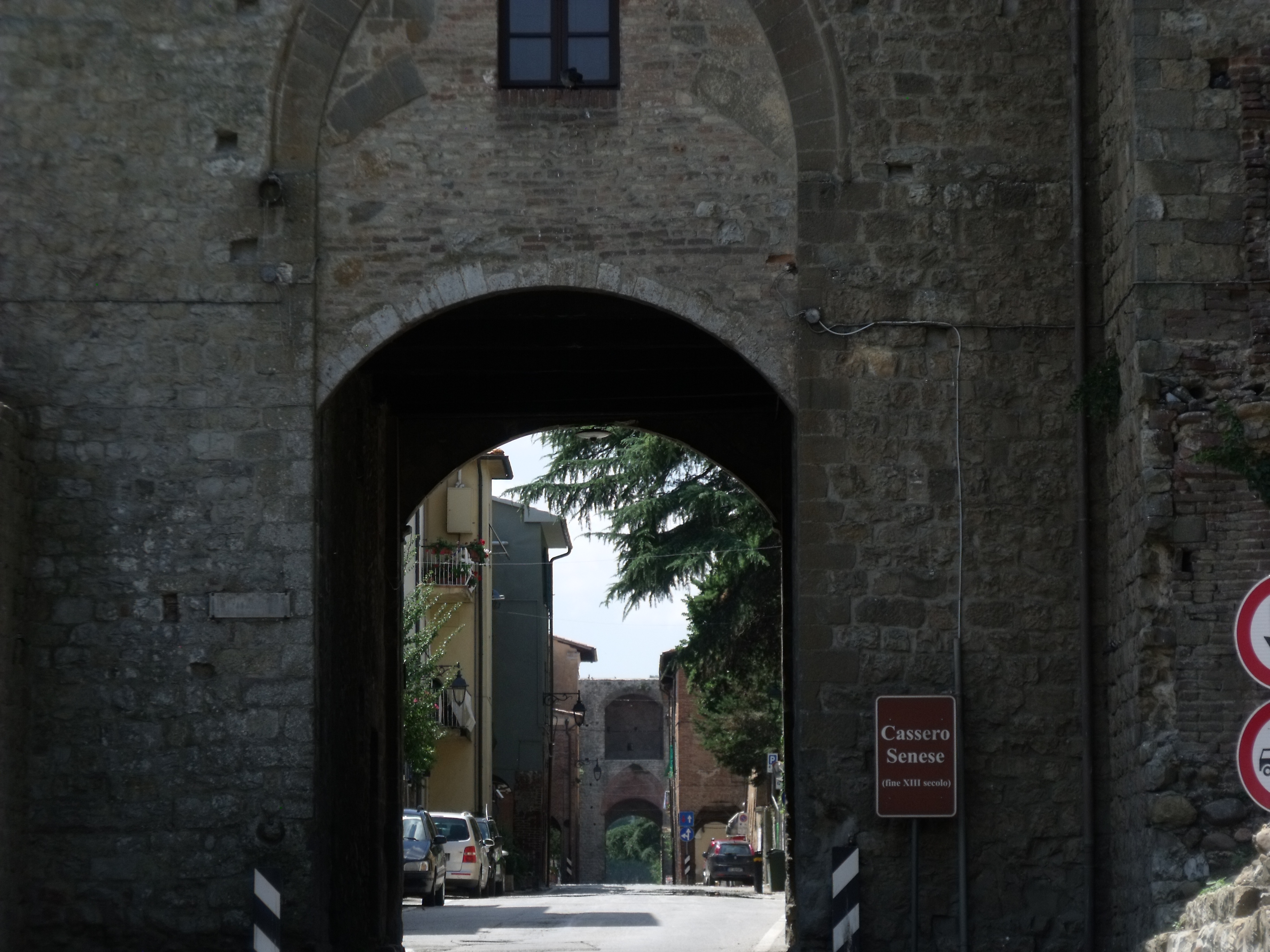
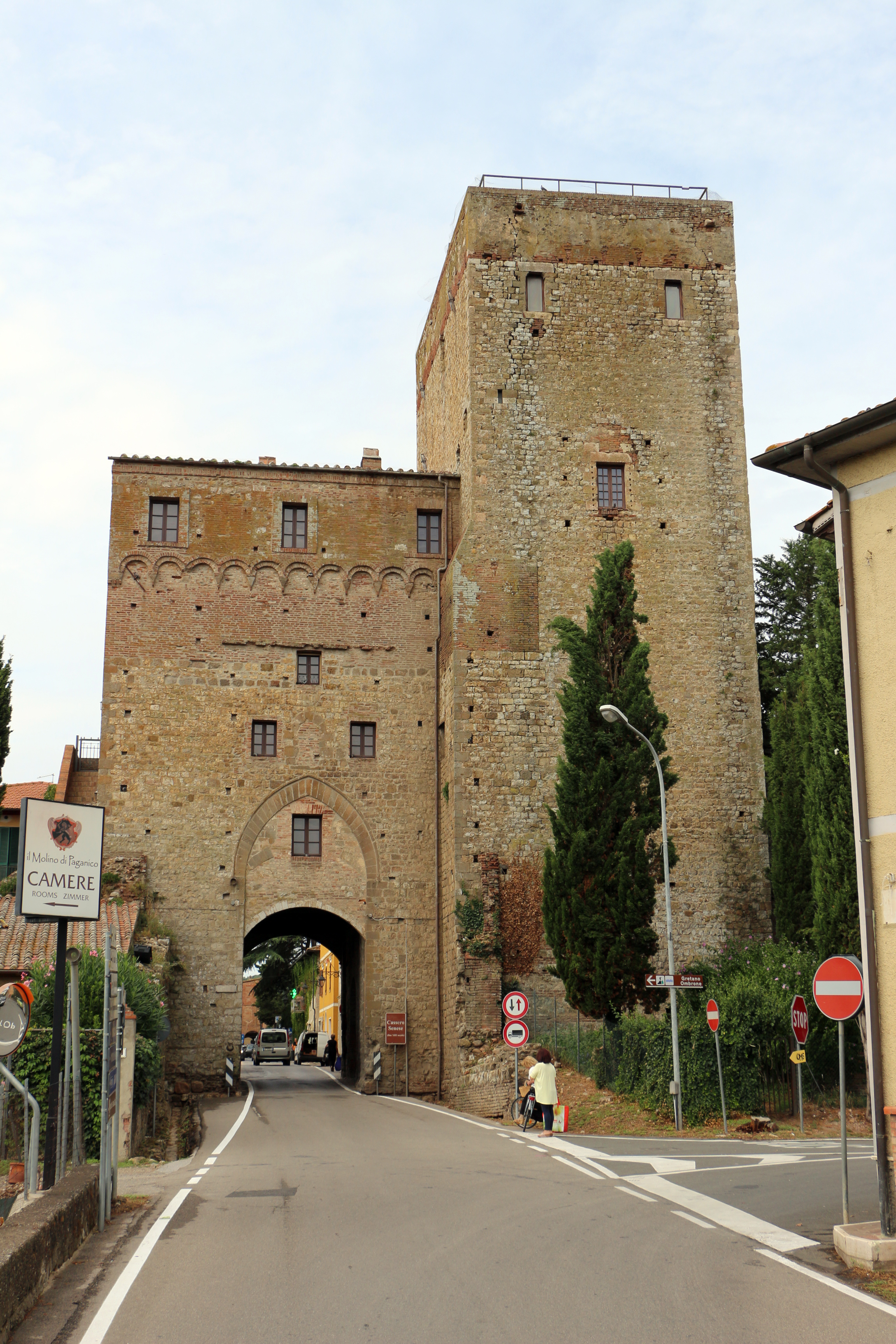
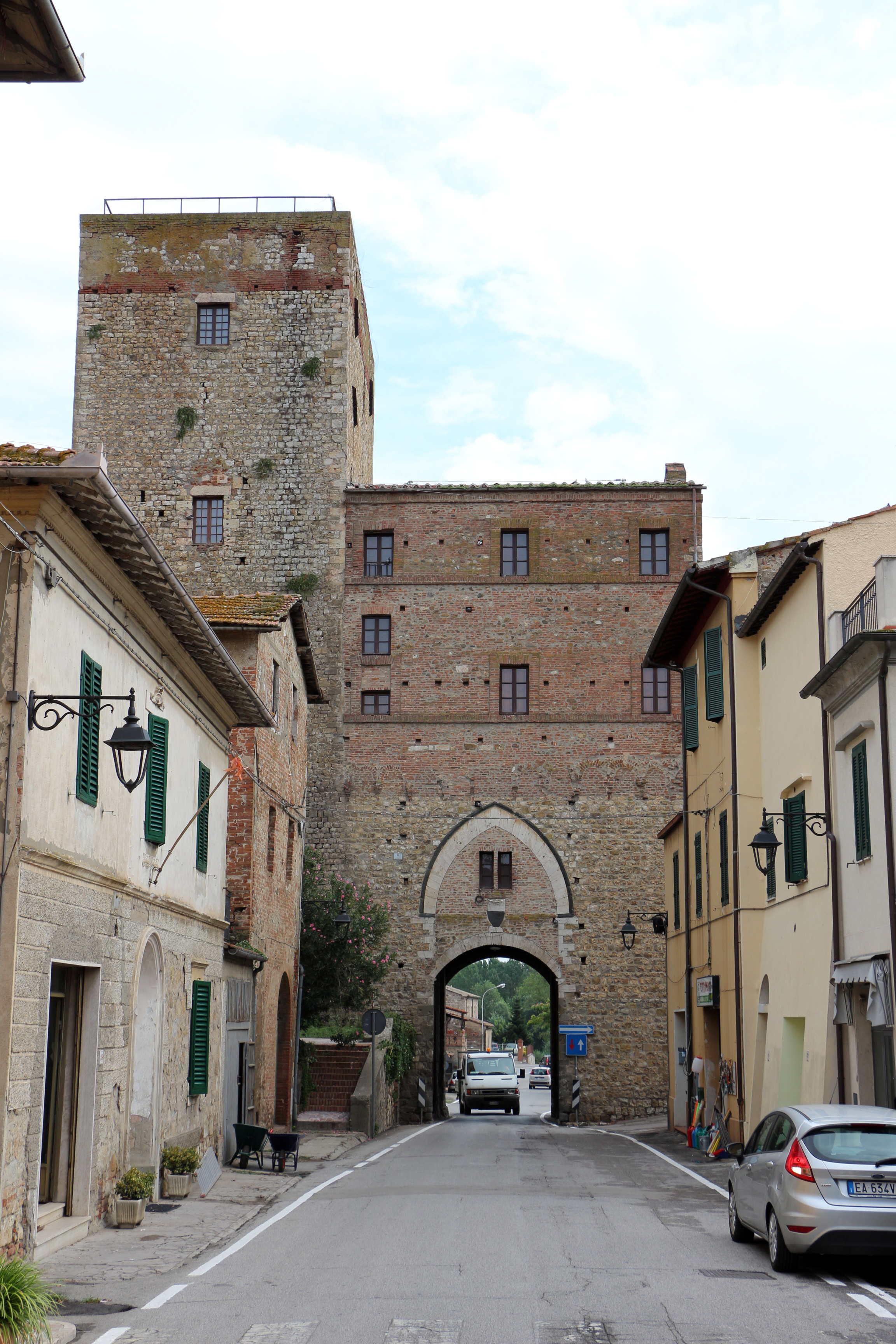